# 25143 Ітокава
25143 Ітокава (25143 Itokawa) — астероїд групи Аполлона, відкритий 26 вересня 1998 року Програмою пошуку навколоземних астероїдів ім. Лінкольна.

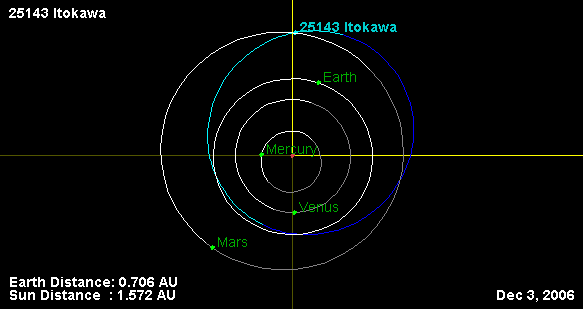
Орбіта 25143 Ітокава

Найменша відстань перетину орбіт щодо Землі — 0,0129676 а. о.
Названий на честь аерокосмічного інженера Хідео Ітокава (1912—1999), який вважається батьком японського ракетобудування. Він ініціював перший у Японії запуск твердих ракет серії «Олівець» в 1955 році. Під його керівництвом японські ракети досягли космічного простору до 1960 року і вивели перший супутник Японії на орбіту в 1970 році.
Астероїд Ітокава — перше небесне тіло після Місяця, матеріал якого вдалося дослідити в лабораторних умовах. Для цього на астероїд було направлено космічний зонд «Хаябуса».
Вчені зупинили вибір саме на Ітокаві, оскільки, згідно з даними спектроскопії, він, швидше за все, належить до астероїдів S-типу, що знаходяться у внутрішній частині астероїдного поясу і містять кремній, та які вважаються джерелом переважної більшості падаючих на Землю метеоритів. Такі метеорити називають звичайними хондритами.
Місія тривала сім років. Незабаром після старту апарат був засліплений сонячним спалахом. Попри те, що були труднощі зі збором астероїдного пилу і поверненням назад на Землю, зразки матеріалу все ж були отримані. У розпорядженні дослідників виявилося понад півтори тисячі пилових частинок діаметром менш ніж п'ятдесят мільйонних метра.
Виявилося, що Ітокава, як і очікувалося, є джерелом звичайних хондритів, проте їх склад дещо відрізняється від звичного. Більшість метеоритів, що потрапляють на Землю, належать до Н- і L-хондритів (тобто метеоритів з відповідно високим і низьким вмістом заліза), а в складі пилу, що прибув з Ітокави, вміст заліза досить незначний. Його можна віднести до LL-хондритів, які найменше поширені на нашій планеті.
Дослідникам також вдалося виміряти ефект «космічного вивітрювання». Воно впливало на пил Ітокави не більше восьми мільйонів років.
Крім того, мінерали, що входять до складу пилу Ітокави, виявилися метаморфізованими. Це означає, що протягом тривалого часу мінерали Ітокави піддавалися нагріванню приблизно до 800 градусів за Цельсієм. На думку дослідників, джерелом тепла стала реакція розпаду алюмінію-26. Як вважає сучасна астрофізика, саме цей ізотоп служив основним паливом Сонячної системи на зорі її існування.
Між тим, астероїд занадто малий, щоб утримувати кількість алюмінію-26, достатню для метаморфізації порід. Для цього об'єкт повинен мати в діаметрі близько 20 кілометрів. Це вказує на те, що Ітокава являє собою фрагмент якогось тіла набагато більшого розміру.